# Willi Brundert

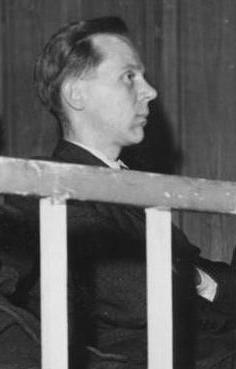
Willi Brundert (1950)

Willi Brundert (* 12. Juni 1912 in Magdeburg; † 7. Mai 1970 in Frankfurt am Main) war ein deutscher Widerstandskämpfer gegen den Nationalsozialismus und Politiker. Von 1946 bis 1949 hatte Brundert verschiedene wirtschaftswissenschaftliche und -politische Funktionen in der SBZ. Nach dem Dessauer Schauprozess vom April 1950 wurde er bis 1957 in der DDR inhaftiert und danach in die Bundesrepublik Deutschland entlassen. Dort war er unter anderem für die SPD-Landesregierung in Hessen von 1962 bis 1964 Staatssekretär und anschließend von 1964 bis zu seinem Tod Oberbürgermeister von Frankfurt am Main.

## Leben und Wirken
Willi (eigentlich: Wilhelm) Brundert wurde als Sohn eines sozialdemokratisch geprägten Schriftsetzers geboren und trat 1930 in die SPD und in den Reichsbanner Schwarz-Rot-Gold ein. Von 1931 bis 1933 war er Vorsitzender der Sozialistischen Studentenschaft an der Universität Halle. Nach dem Studium der Rechts- und Staatswissenschaften in Halle an der Saale und Frankfurt am Main promovierte er 1935 an der Universität Hamburg. In Berlin war Brundert nach seiner Entlassung aus dem Staatsdienst als Steuerjurist bei einer Wirtschaftsprüfungsgesellschaft tätig.
Im Widerstand gegen den Nationalsozialismus arbeitete er im Kreisauer Kreis unter anderem mit Adolf Reichwein und Carlo Mierendorff zusammen. Bis zu seiner Einberufung zur Kriegsmarine im September 1941 arbeitete er als Steuersachbearbeiter. 1944 geriet er für zwei Jahre in britische Kriegsgefangenschaft, die er u. a. im Kriegsgefangenenlager Featherstone Park bei Haltwhistle in Northumberland sowie 1946 im Schulungslager „Wilton Park“ verbrachte.
Nach seiner Entlassung aus der Gefangenschaft 1946 wurde Brundert nach der Zwangsvereinigung von SPD und KPD Mitglied der SED in Halle an der Saale und wurde dort Ministerialdirektor im Wirtschaftsministerium sowie Stellvertreter des Ministers für Wirtschaft und Verkehr der Landesregierung Sachsen-Anhalt, Willi Dieker. Im Jahre 1948 war er gleichzeitig Dozent für Wirtschafts-, Steuer- und Verwaltungsrecht an der Rechts- und Staatswissenschaftlichen Fakultät der Martin Luther-Universität Halle-Wittenberg in Halle (Saale). Nachdem sich besonders Universitätskurator Elchlepp beim Volksbildungsminister von Sachsen-Anhalt Ernst Thape für die Berufung Brunderts zum Rechtsprofessor eingesetzt hatte, wurde ihm dieser Titel vom Ministerium für Volksbildung, Kunst und Wissenschaft der Landesregierung verliehen.
Als Professor widmete sich Brundert u. a. den Auswirkungen des Zweijahresplans auf das Wirtschaftsrecht. Als Gastdozent auf einem Lehrgang der Deutschen Verwaltungsakademie in Forst Zinna hielt Brundert am 1. Juli 1949 eine mehrstündige Vorlesung über das geltende Wirtschaftsrecht in der SBZ. Seine politische Überzeugung brachte ihn in Konflikt mit der Staatsgewalt. Am 28. November 1949 wurde er verhaftet. Mit Schreiben vom 8. Dezember 1949 des Ressorts „für Volksbildung, Kunst und Wissenschaft“ der Landesregierung Sachsen-Anhalt an den Rektor der Martin-Luther-Universität Halle-Wittenberg wurde „die Ernennung des Dr. Brundert zum Professor mit Lehrauftrag in der Rechts- und Staatswissenschaftlichen Fakultät“ zurückgezogen.
Brunderts freundschaftliche Beziehungen zum sachsen-anhaltischen Generalstaatsanwalt Werner Fischl (1897–1973) – beide SED-Mitglieder – führten u. a. dazu, dass letzterem der Fall von den SED-Oberen entzogen und dem Generalstaatsanwalt der DDR, Ernst Melsheimer, die Erhebung der Anklage in einem Schauprozess in Dessau übertragen wurde. Als Brundert vorgeworfen wurde, „Kopf der illegalen SPD-Fraktion“ in Sachsen-Anhalt gewesen zu sein, war der damalige Generalstaatsanwalt dieses Landes, Fischl, anwesend. Am 29. April 1950 wurde Brundert im Dessauer Schauprozess gemeinsam mit Leo Herwegen zu 15 Jahren Zuchthaus verurteilt.
Nach sieben Jahren, die er überwiegend in Einzelhaft verbrachte, wurde er in die alte Bundesrepublik Deutschland entlassen und kam nach Hessen, wo er 1958 die Leitung der Landesfinanzschule in Rotenburg an der Fulda übernahm. Dank seines rhetorischen Talents schaffte er bald auch einen politischen Aufstieg in der hessischen SPD. Von 1962 bis 1964 amtierte er als Staatssekretär und Chef der Staatskanzlei in der vom Ministerpräsidenten Georg-August Zinn geführten Regierung des Landes Hessen. Am 2. Juli 1964 wurde er mit 63 von 75 Stimmen bei acht Stimmenthaltungen zum Oberbürgermeister von Frankfurt am Main gewählt, wo er sich schnell Ansehen und Respekt in der Bevölkerung und in den einflussreichen Kreisen von Politik, Wirtschaft und Gesellschaft erwarb.
Seine Amtszeit war durch Finanznot und die erste Nachkriegsrezession von 1967 geprägt. Als Oberbürgermeister gelang es ihm, die Verschuldung der Stadt zu reduzieren und die Haushaltsdefizite abzubauen. Dafür musste er auch unpopuläre Entscheidungen durchsetzen, zum Beispiel 1965 den Verzicht auf die für 1969 geplante Bundesgartenschau, Gebühren- und Steuererhöhungen und Einsparungen in der Verwaltung. In seiner Amtszeit fielen Großprojekte wie der Bau der 1968 eröffneten Frankfurter U-Bahn, der Nordweststadt und der erste Hochhausrahmenplan von 1967. In der Kulturpolitik musste Brundert im Streit um die Mitbestimmung an den Städtischen Bühnen vermitteln. Es gelang ihm, Ulrich Erfurth als Generalintendanten und Nachfolger des zurückgetretenen Harry Buckwitz zu gewinnen. 1966 wird Brundert zum Präsidenten des Deutschen Bühnenvereins gewählt. 1967 wird er als Präsident des Deutschen Städtetages berufen und 1969 für drei Jahre wiedergewählt.
Bei seiner Wiederwahl am 19. März 1970 war Brundert schon schwer erkrankt. Er litt an den Folgen von Unterernährung und Misshandlung während seiner DDR-Haft. Die Wiederwahl war zudem von der sogenannten Littmann-Affäre belastet. Der radikale Flügel der Frankfurter SPD forderte die Ablösung des Polizeipräsidenten Gerhard Littmann wegen der – politisch vom Oberbürgermeister zu verantwortenden – Polizeimaßnahmen gegen demonstrierende Studenten.

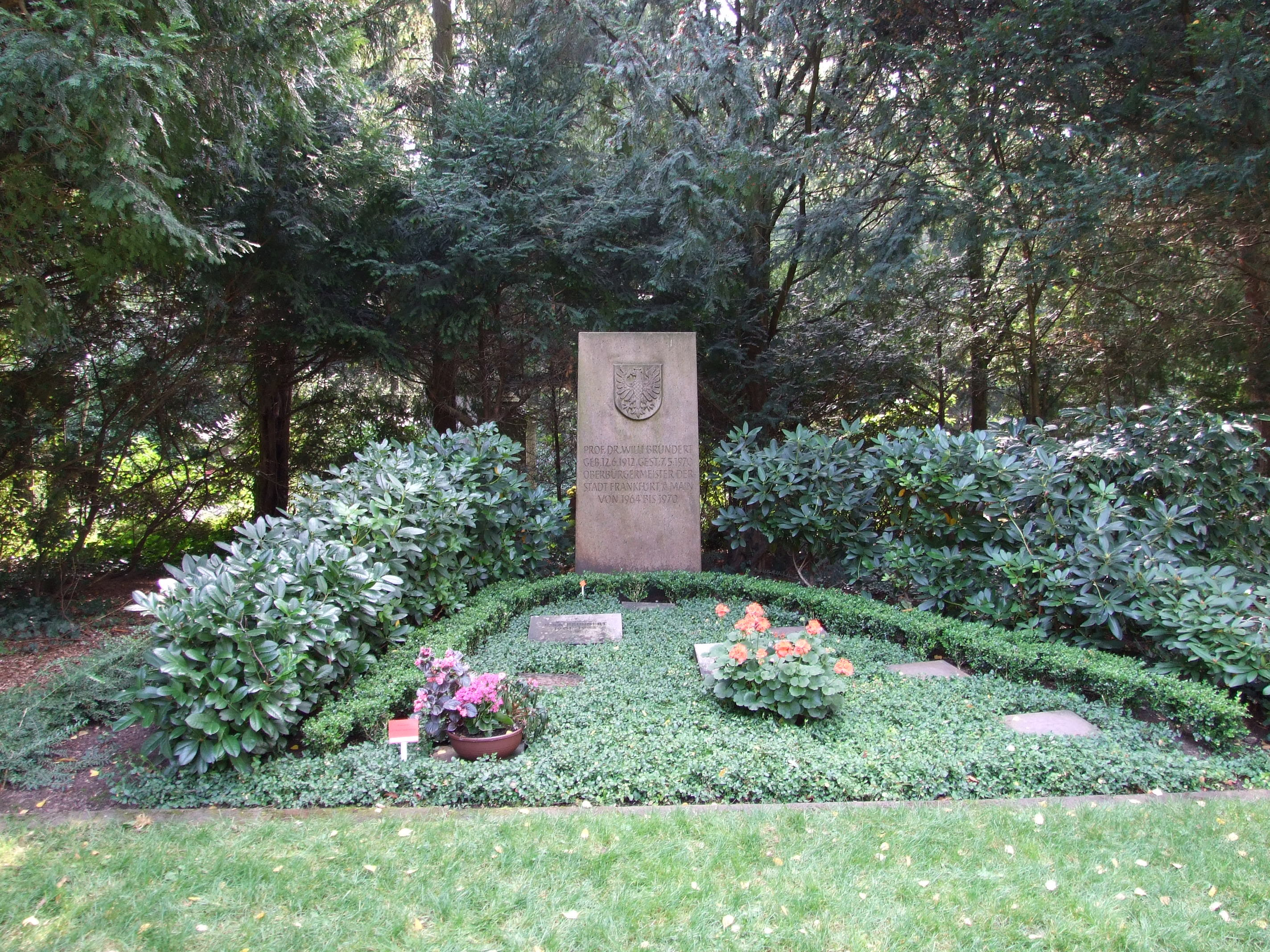
Ehrengrab in Frankfurt

Am 7. Mai starb Brundert im Alter von 57 Jahren nach einer Lungenentzündung. Er erhielt ein Ehrengrab auf dem Frankfurter Hauptfriedhof. Nach ihm sind die Willi-Brundert-Siedlung im Frankfurter Stadtteil Hausen und die Willi-Brundert-Straße im Hallischen Stadtteil Ammendorf benannt sowie die Willi-Brundert-Straße in Rotenburg a.d. Fulda.

## Privates
Verheiratet war Willi Brundert mit Irmgard verw. Bockmühl geb. Schrader (* 17. Juli 1916; † 30. Juni 1988) aus Wernigerode. Seine erste Frau, die Mutter seiner beiden Söhne, Harald und Jürgen, starb 1945 auf ihrer Flucht von Berlin nach Magdeburg. Zu seiner Familie gehörte noch die Tochter Ingrid geb. Brundert-Bockmühl. Sein Sohn Jürgen Brundert (* 7. Februar 1940; † 28. Februar 2014) hatte ebenfalls Rechtswissenschaft studiert und war im Sport-Club Frankfurt 1880 e. V. als Hockey Abteilungsleiter langjährig engagiert.

## Auszeichnungen
- 1970: Großes Silbernes Ehrenzeichen mit dem Stern für Verdienste um die Republik Österreich[18]